# Радд, Эмили
Эмили Эллен Радд (англ. Emily Ellen Rudd; род. 24 февраля 1993, Сент-Пол, Миннесота, США) — американская актриса, наиболее известная ролями Синди Берман в кинотрилогии «Улица страха» и Нами в телесериале «Ван-Пис» (2023).

## Кинокарьера
В 2018 году Радд отметилась во второстепенных ролях в сериалах-антологиях «Романовы» и «Электрические сны Филипа К. Дика». В 2021 году она появилась в хоррорах «Улица страха. Часть 2: 1978» и «Улица страха. Часть 3: 1666» где сыграла две роли — Синди Берман и Эбигейл. В 2021 году она получила постоянную роль в телесериале «Охотники», поучаствовала в съёмках в романтической комедии «Крутой взлёт».
Одним из самых известных проектов актрисы является сериал «Ван-Пис», снятый по одноимённой манге, где она играет роль воровки по имени Нами. Телеадаптация получила высокие оценки от критиков.

## Фильмография

### Фильмы
| Год    |    | Русское название                 | Оригинальное название            | Роль                                 |
| ------ | -- | -------------------------------- | -------------------------------- | ------------------------------------ |
| 2017   | тф | Перемены                         | Sea Change                       | Миранда Мерчант                      |
| 2018   | с  | Электрические сны Филипа К. Дика | Philip K. Dick’s Electric Dreams | Ким (эпизод: «Safe And Sound»)       |
| 2018   | с  | Романовы                         | Expectation                      | Элла Хопкинс (эпизод: «Expectation») |
| 2020   | с  | Династия                         | Dynasty                          | Хелди (4 эпизода)                    |
| 2021   | ф  | «Улица страха. Часть 1: 1994»    | Fear Street Part One: 1994       | Синди Берман (на фото)               |
| 2021   | ф  | «Улица страха. Часть 2: 1978»    | Fear Street Part Two: 1978       | Синди Берман                         |
| 2021   | ф  | «Улица страха. Часть 3: 1666»    | Fear Street Part Three: 1666     | Эбигейл/Синди Берман                 |
| 2022   | ф  | «Крутой взлёт»                   | Moonshot                         | Джинни                               |
| 2023   | ф  | «Убийство в Париже»              | Murder Mystery 2                 | Лаки (не упоминается в титрах)       |
| 2023   | с  | Охотники                         | Hunters                          | Клара (7 эпизодов)                   |
| 2023—… | с  | One Piece. Большой Куш           | One Piece                        | Нами (основная роль)                 |

### Музыкальное видео
| Год  | Название             | Артист                    | Примечание |
| ---- | -------------------- | ------------------------- | ---------- |
| 2013 | «Three Headed Woman» | Boy & Bear                |            |
| 2014 | «We Came to Bang»    | 3LAU                      |            |
| 2015 | «Can't Deny My Love» | Brandon Flowers           |            |
| 2015 | «I Had This Thing»   | Röyksopp                  |            |
| 2015 | «Revelator Eyes»     | The Paper Kites           |            |
| 2015 | «Bun Up the Dance»   | Dillon Francis & Skrillex |            |
| 2016 | «Let Me Love You»    | DJ Snake                  |            |